# Jetro Willems
Jetro Danovich Sexer Willems (* 30. März 1994 in Willemstad, Curaçao, Niederländische Antillen) ist ein niederländischer Fußballspieler. Der linke Verteidiger steht beim NEC Nijmegen unter Vertrag.

## Karriere

### Vereine
Willems begann seine Profikarriere bei Sparta Rotterdam, wo er am 16. Januar 2011 zu seinem ersten Einsatz in der Eerste Divisie kam. Beim Spiel gegen Go Ahead Eagles Deventer stand er in der Startaufstellung. Am 31. August 2011 wechselte er zur PSV Eindhoven, wo er einen Dreijahresvertrag unterschrieb. Dort debütierte Willems am 23. Oktober 2011 in der Eredivisie, als er beim Spiel gegen Vitesse Arnheim eingewechselt wurde. Im April 2012 verlängerte er seinen Vertrag bis 2016. Am 13. April 2014 zog sich Willems im Ligaspiel gegen Feyenoord Rotterdam einen Knorpeleinriss im rechten Knie zu. Aufgrund dieser Verletzung verpasste er den Beginn der neuen Saison und die Weltmeisterschaft in Brasilien. Für die PSV kam der Abwehrspieler in 192 Pflichtspielen zum Einsatz, traf zwölfmal und bereitete 34 weitere Tore vor.
Zur Saison 2017/18 wechselte Willems zum Bundesligisten Eintracht Frankfurt, bei dem er einen Vierjahresvertrag unterschrieb. Im Mai 2018 gewann er mit der Eintracht nach einem 3:1-Finalsieg gegen den FC Bayern München den DFB-Pokal. In der darauffolgenden Spielzeit erreichte er mit der Mannschaft das Halbfinale der Europa League.
Zur Saison 2019/20 wurde Willems für eine Spielzeit an Newcastle United verliehen. Zudem sicherten sich die Magpies eine Kaufoption. Der Niederländer absolvierte 19 Partien in der Premier League sowie eine im League Cup, ehe er sich Mitte Januar 2020 im Spiel gegen den FC Chelsea einen Kreuzbandriss zuzog und bis Saisonende ausfiel. Nachdem er nach seiner Rückkehr nach Frankfurt in der Spielzeit 2020/21 zu keinem Pflichtspieleinsatz gekommen war, verließ er den Verein zum Saisonende mit Auslaufen seines Vertrages. Wettbewerbsübergreifend stand er in 65 Spielen für die Eintracht auf dem Platz.
Vor dem 3. Spieltag der Saison 2021/22 schloss sich Willems der SpVgg Greuther Fürth an. Der 27-Jährige unterschrieb beim Bundesliga-Aufsteiger einen Vertrag bis zum 30. Juni 2023. Anfang September 2022 löste er dort seinen Vertrag auf und war anschließend mehrere Monate vereinslos, ehe er im Februar 2023 einen Vertrag beim FC Groningen unterschrieb.
Nach einer weiteren Station in den Niederlanden bei Heracles Almelo wechselte er im Juli 2024 zum spanischen Zweitliga-Aufsteiger CD Castellón.
Im Sommer 2025 wechselte Willems zum NEC Nijmegen.

### Nationalmannschaft

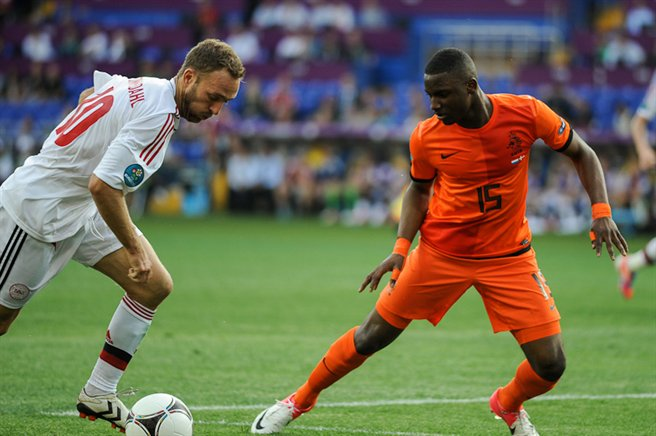
Willems (rechts) im Trikot der Niederlande bei der UEFA Euro 2012

Willems nahm mit der niederländischen U17-Auswahl an der U17-Europameisterschaft 2011 teil und gewann mit seiner Mannschaft den Titel. Im Mai 2012 wurde er von Bondscoach Bert van Marwijk in den Kader der niederländischen A-Nationalmannschaft für die Europameisterschaft 2012 berufen und kam im Vorbereitungsspiel gegen Bulgarien zu seinem ersten Länderspieleinsatz. Willems übernahm den Kaderplatz seines Teamkollegen Erik Pieters, der wegen eines Mittelfußbruches nicht teilnehmen konnte. Mit seinem Einsatz beim ersten Gruppenspiel gegen Dänemark war Willems mit 18 Jahren und 71 Tagen der bis dahin jüngste Spieler, der bei einer Europameisterschaft auflief und löste in dieser Rangliste den Belgier Enzo Scifo ab. Insgesamt kam Willems bei der Europameisterschaft in allen drei Spielen der „Elftal“ zum Einsatz.
Auch anschließend war Willems Bestandteil der Nationalmannschaft und absolvierte mehrere Qualifikationsspiele zur Weltmeisterschaft 2014, für die er jedoch letztlich nicht in den niederländischen Kader berufen wurde. Von November 2014 bis Juni 2015 wurde er dreimal in EM-Qualifikationsspielen eingesetzt und verpasste mit seiner Mannschaft die Teilnahme an der Endrunde in Frankreich. Am 10. Oktober 2016 absolvierte Willems sein 22. und bislang letztes Länderspiel bei der 0:1-Niederlage im WM-Qualifikationsspiel gegen Frankreich.

## Erfolge
PSV Eindhoven
- Niederländischer Pokalsieger: 2012
- Niederländischer Meister: 2015, 2016
- Niederländischer Supercupsieger: 2012, 2015, 2016

Eintracht Frankfurt
- DFB-Pokal-Sieger: 2018

Nationalmannschaft
- U17-Europameister: 2011